# Парламентарни избори у Аустрији 1995.
Парламентарни избори у Аустрији 1995. су одржани 17. децембра 1995. и били су 20. парламентарни избори у историји Аустрије. Најјача партија је остала Социјалдемократска партија, странка савезног канцелара Фреда Враницког. Друга је била Аустријска народна странка коју је предводио Волфганг Шисел. Слободарска партија Аустрије на челу са Јергом Хајдером је остала на трећем месту и поред губитка гласова. На четврто место је напредовао Либерални форум са председницом Хајдеом Шмитом, док је на пето место пала Зелена алтернатива коју је предводила Мадлен Петровић.

## Позадина
Након оставке Ерхарда Бусека на место вицеканцелара Аустрије 5. маја 1995., њега је на тој дужности заменио Волфганг Шисел. Неколико месеци касније владајућа коалиција SPÖ/ÖVP је пала због неслагања у вези буџета за следећу годину. Због тога су заказани нови парламентарни избори, само годину дана после избора 1994. Парламентарни избори 1995. су били први парламентарни избори откако је Аустрија ушла у Европску унију 1. јануара 1995.

## Изборни резултати
Резултати парламентарних избора у Аустрији 1995.
| Политичка партија                                                       | гласова   | гласова  | %    | %    | број посланика | број посланика |
| Политичка партија                                                       | 1995      | ±        | 1995 | ±    | 1995           | ±              |
| ----------------------------------------------------------------------- | --------- | -------- | ---- | ---- | -------------- | -------------- |
| Социјалдемократска партија Аустрије ()                                  | 1.843.474 | +225.670 | 38,1 | +3,2 | 71             | +6             |
| Аустријска народна странка ()                                           | 1.370.510 | +88.664  | 28,3 | +0,6 | 52             | 0              |
| Слободарска партија Аустрије ()                                         | 1.060.377 | +18.045  | 21,9 | -0,6 | 41             | -1             |
| Либерални форум ()                                                      | 267.026   | -9.554   | 5,5  | -0,5 | 10             | -1             |
| Зелени - Зелена алтернатива ()                                          | 233.208   | -105.330 | 4,8  | -2,5 | 9              | -4             |
| Остале партије                                                          | 69.578    | -        | 1,4  | -    | 0              | 0              |
| Укупно                                                                  | 4.844.173 |          | 100  |      | 183            |                |
| Извори: Резултати парламентарних избора у Аустрији 1945-2002, Аустрија, |           |          |      |      |                |                |

- Од 5.768.099 регистрованих гласача на изборе је изашло 85,98%

## Последице избора
После избора SPÖ и ÖVP су имали дуготрајне преговоре о наставку велике коалиције која траје од 1986. Франц Враницки је остао савезни канцелар, а на месту вицеканцелара Волфганг Шисел.
Због лоших резултата "зелених“ на овим изборима, председница Мадлен Петровић је поднела оставку, а заменио ју је Кристоф Корхер